# Radix labiata
Radix labiata — вид пресноводных брюхоногих моллюсков из отряда лёгочных (Pulmonata).

## Таксономия
Впервые описан как вариация Lymnaea peregra под названием Lymnaea peregra var. labiata немецким малакологом Эмилем Росмеслером в 1835 году. Современный статус отдельного вида был подтверждён в ходе молекулярных и морфологических исследований.
Ранее считался синонимом Radix peregra, однако отличия в строении мягких тканей, а также данные молекулярно-генетического анализа подтвердили статус вида как самостоятельного таксона.

## Морфология
Раковина тонкая, овальная, светло-жёлтая или полупрозрачная, обычно до 10-17 мм в высоту. Устье широкое, губа утолщена, что и отражено в видовом эпитете labiata (от лат. labium — губа).
Мягкие ткани тела серовато-коричневые, нога широкая. Внутреннее строение позволяет надёжно отличить вид от близких таксонов.

## Распространение
Вид широко распространён в умеренной зоне Европы. Обнаружен во многих странах Центральной, Восточной и Южной Европы — от Франции и Германии до Балкан, Украины и Европейской части России. В Эстонии и Латвии встречается в эвтрофных водоёмах — как природных, так и антропогенных.

## Среда обитания
Предпочитает медленнотекущие или стоячие водоёмы: пруды, каналы, озёра, затоны рек. Обычно живёт среди водной растительности. Выносит широкий диапазон температур и уровней pH. Чувствителен к загрязнению тяжёлыми металлами и может служить индикатором качества воды.

## Биология
Radix labiata является гермафродитом, способным как к перекрёстному, так и к самооплодотворению. Размножается откладыванием студенистых кладок с десятками яиц на подводных предметах. В благоприятных условиях может давать несколько поколений за сезон.
Вид активно участвует в переработке органики и играет важную роль в круговороте веществ в пресноводных экосистемах.

## Медицинское и ветеринарное значение
Radix labiata способен выступать промежуточным хозяином для трематод рода Fasciola, включая Fasciola hepatica, возбудителя фасциолёза у человека и жвачных животных. Также может участвовать в цикле других дигеней — например, Trichobilharzia, вызывающих церкариозный дерматит у людей.

## Сходные виды
Близкие виды — Radix peregra, Radix auricularia, Radix balthica. Их трудно отличить только по раковине. Молекулярная диагностика (COI, ITS) применяется для достоверной идентификации.